# Rekordy mistrzostw Europy w lekkoatletyce
Rekordy mistrzostw Europy w lekkoatletyce – najlepsze rezultaty w historii lekkoatletycznych mistrzostw Europy.

## Mężczyźni
| Konkurencja                        | Rezultat | Zawodnik                                                                                  | Miejsce uzyskania | Data             | Uwagi         |
| ---------------------------------- | -------- | ----------------------------------------------------------------------------------------- | ----------------- | ---------------- | ------------- |
| bieg na 100 metrów                 | 9,95     | Zharnel Hughes                                                                            | Berlin            | 7 sierpnia 2018  |               |
| bieg na 100 metrów                 | 9,95     | Marcell Jacobs                                                                            | Monachium         | 16 sierpnia 2022 |               |
| bieg na 200 metrów                 | 19,76    | Ramil Guliyev                                                                             | Berlin            | 10 sierpnia 2018 |               |
| bieg na 400 metrów                 | 44,15    | Alexander Doom                                                                            | Rzym              | 10 czerwca 2024  |               |
| bieg na 800 metrów                 | 1:43,84  | Olaf Beyer                                                                                | Praga             | 31 sierpnia 1978 |               |
| bieg na 1500 metrów                | 3:31,95  | Jakob Ingebrigtsen                                                                        | Rzym              | 12 czerwca 2024  |               |
| bieg na 5000 metrów                | 13:10,15 | Jack Buckner                                                                              | Stuttgart         | 31 sierpnia 1986 |               |
| bieg na 10 000 metrów              | 27:30,99 | Martti Vainio                                                                             | Praga             | 29 sierpnia 1978 |               |
| półmaraton                         | 1:01:03  | Yemaneberhan Crippa                                                                       | Rzym              | 9 czerwca 2024   |               |
| maraton                            | 2:09:51  | Koen Naert                                                                                | Berlin            | 12 sierpnia 2018 |               |
| bieg na 3000 metrów z przeszkodami | 8:07,87  | Mahiedine Mekhissi-Benabbad                                                               | Barcelona         | 1 sierpnia 2010  |               |
| bieg na 110 metrów przez płotki    | 13,02    | Colin Jackson                                                                             | Budapeszt         | 22 sierpnia 1998 |               |
| bieg na 400 metrów przez płotki    | 46,98    | Karsten Warholm                                                                           | Rzym              | 11 czerwca 2024  |               |
| skok wzwyż                         | 2,37     | Gianmarco Tamberi                                                                         | Rzym              | 11 czerwca 2024  |               |
| skok o tyczce                      | 6,10     | Armand Duplantis                                                                          | Rzym              | 12 czerwca 2024  |               |
| skok w dal                         | 8,65     | Miltiadis Tendoglu                                                                        | Rzym              | 8 czerwca 2024   |               |
| trójskok                           | 18,18    | Jordan Díaz                                                                               | Rzym              | 11 czerwca 2024  |               |
| pchnięcie kulą                     | 22,45    | Leonardo Fabbri                                                                           | Rzym              | 8 czerwca 2024   |               |
| rzut dyskiem                       | 69,78    | Mykolas Alekna                                                                            | Monachium         | 19 sierpnia 2022 |               |
| rzut młotem                        | 86,74    | Jurij Siedych                                                                             | Stuttgart         | 30 sierpnia 1986 | Rekord Świata |
| rzut oszczepem                     | 89,72    | Steve Backley                                                                             | Budapeszt         | 23 sierpnia 1998 |               |
| dziesięciobój                      | 8811 pkt | Daley Thompson                                                                            | Stuttgart         | 1 września 1986  |               |
| chód na 20 kilometrów              | 1:18:37  | Francisco Javier Fernández                                                                | Monachium         | 6 sierpnia 2002  |               |
| chód na 50 kilometrów              | 3:32:33  | Yohann Diniz                                                                              | Zurych            | 15 sierpnia 2014 | Rekord Świata |
| Sztafeta 4 × 100 metrów            | 37,67    | Wielka Brytania · Jeremiah Azu · Zharnel Hughes · Jona Efoloko · Nethaneel Mitchell-Blake | Monachium         | 21 sierpnia 2022 |               |
| Sztafeta 4 × 400 metrów            | 2:58,22  | Wielka Brytania · Paul Sanders · Kriss Akabusi · John Regis · Roger Black                 | Split             | 1 września 1990  |               |

## Kobiety
| Konkurencja                        | Rezultat  | Zawodnik                                                               | Miejsce uzyskania | Data             | Uwagi |
| ---------------------------------- | --------- | ---------------------------------------------------------------------- | ----------------- | ---------------- | ----- |
| bieg na 100 metrów                 | 10,73     | Christine Arron                                                        | Budapeszt         | 19 sierpnia 1998 |       |
| bieg na 200 metrów                 | 21,71     | Heike Drechsler                                                        | Stuttgart         | 29 sierpnia 1986 |       |
| bieg na 400 metrów                 | 48,16     | Marita Koch                                                            | Ateny             | 8 września 1982  |       |
| bieg na 800 metrów                 | 1:55,41   | Olga Miniejewa                                                         | Ateny             | 8 września 1982  |       |
| bieg na 1500 metrów                | 3:56,91   | Tatjana Tomaszowa                                                      | Göteborg          | 13 sierpnia 2006 |       |
| bieg na 3000 metrów                | 8:30,28   | Swietłana Ulmasowa                                                     | Ateny             | 9 września 1982  |       |
| bieg na 5000 metrów                | 14:35,29  | Nadia Battocletti                                                      | Rzym              | 7 czerwca 2024   |       |
| bieg na 10 000 metrów              | 30:01,09  | Paula Radcliffe                                                        | Monachium         | 6 sierpnia 2002  |       |
| półmaraton                         | 1:08:09   | Karoline Bjerkeli Grøvdal                                              | Rzym              | 9 czerwca 2024   |       |
| maraton                            | 2:25:14   | Christelle Daunay                                                      | Zurych            | 16 sierpnia 2014 |       |
| bieg na 3000 metrów z przeszkodami | 9:11,31   | Luiza Gega                                                             | Monachium         | 20 sierpnia 2022 |       |
| bieg na 100 metrów przez płotki    | 12,31     | Cyréna Samba-Mayela                                                    | Rzym              | 8 czerwca 2024   |       |
| bieg na 400 metrów przez płotki    | 52,49     | Femke Bol                                                              | Rzym              | 11 czerwca 2024  |       |
| skok wzwyż                         | 2,03      | Tia Hellebaut                                                          | Göteborg          | 11 sierpnia 2006 |       |
| skok wzwyż                         | 2,03      | Wenelina Wenewa                                                        | Göteborg          | 11 sierpnia 2006 |       |
| skok wzwyż                         | 2,03      | Blanka Vlašić                                                          | Barcelona         | 1 sierpnia 2010  |       |
| skok o tyczce                      | 4,85      | Katerina Stefanidi                                                     | Berlin            | 9 sierpnia 2018  |       |
| skok o tyczce                      | 4,85      | Wilma Murto                                                            | Monachium         | 17 sierpnia 2022 |       |
| skok w dal                         | 7,30      | Heike Drechsler                                                        | Split             | 28 sierpnia 1990 |       |
| trójskok                           | 15,15     | Tatjana Lebiediewa                                                     | Göteborg          | 9 sierpnia 2006  |       |
| pchnięcie kulą                     | 21,69     | Wita Pawłysz                                                           | Budapeszt         | 20 sierpnia 1998 |       |
| rzut dyskiem                       | 71,36     | Diana Sachse                                                           | Stuttgart         | 28 sierpnia 1986 |       |
| rzut młotem                        | 78,94     | Anita Włodarczyk                                                       | Berlin            | 12 sierpnia 2018 |       |
| rzut oszczepem                     | 67,90     | Christin Hussong                                                       | Berlin            | 10 sierpnia 2018 |       |
| siedmiobój                         | 6848 pkt. | Nafissatou Thiam                                                       | Rzym              | 8 czerwca 2024   |       |
| chód na 20 kilometrów              | 1:26:36   | María Pérez García                                                     | Berlin            | 11 sierpnia 2018 |       |
| chód na 50 kilometrów              | 4:09:21   | Inês Henriques                                                         | Berlin            | 7 sierpnia 2018  |       |
| Sztafeta 4 × 100 metrów            | 41,68     | NRD · Silke Möller · Katrin Krabbe · Kerstin Behrendt · Sabine Günther | Split             | 1 września 1990  |       |
| Sztafeta 4 × 400 metrów            | 3:16,87   | NRD · Kirsten Emmelmann · Sabine Busch · Petra Müller · Marita Koch    | Stuttgart         | 31 sierpnia 1986 |       |

## Mieszane
| Konkurencja             | Rezultat | Zawodnik                                                                              | Miejsce uzyskania | Data           | Uwagi |
| ----------------------- | -------- | ------------------------------------------------------------------------------------- | ----------------- | -------------- | ----- |
| Sztafeta 4 × 400 metrów | 3:09,92  | Irlandia · Christopher O’Donnell · Rhasidat Adeleke · Thomas Barr · Sharlene Mawdsley | Rzym              | 7 czerwca 2024 |       |